# Fédération de football de Basse-Rhénanie
La Fédération de football de Basse-Rhénanie (FVN, allemand : Fußball-Verband Niederrhein) est l'organisation parapluie de tous les clubs de football de la région de Basse-Rhénanie, correspondant peu ou prou au district administratif de Düsseldorf du Land Rhénanie du Nord-Westphalie. Elle a été fondée en janvier 1947. C'est l'une des 21 fédérations régionales de la DFB, subalterne de la Westdeutscher Fußballverband (WDFV). Le siège de la FVN est localisé à Duisbourg, et son président est Peter Frymuth qui a succédé à Walter Hützen en 2013, qui présidait la fédération depuis 1989 et en est depuis le président d'honneur.
Sous la direction de ses présidents Arthur Weber, Albert Luberichs, Michel Berchem, Theo Janßen, Ludwig Bernsmann, Wilhelm Haneke, Walter Hützen et Peter Frymuth, l'Association de football du Bas-Rhin s'est développée de manière si positive qu'elle fait désormais partie des associations de football les plus modernes et innovantes de la DFB et, avec 438 097 licenciés et 1 130 clubs, elle est la sixième plus grande des 21 fédérations régionales de la DFB.

## Ligues
| Niveau                    | Ligue                                                                  |
| Hommes                    | Hommes                                                                 |
| ------------------------- | ---------------------------------------------------------------------- |
| 5                         | Oberliga Basse-Rhénanie                                                |
| 6                         | Landesligen (2 groupes)                                                |
| 7                         | Bezirksligen (6 groupes)                                               |
| (↓ variable par district) |                                                                        |
| 8                         | Kreisligen A (13 districts, 1 à 2 groupes par district)                |
| 9                         | Kreisligen B (1 à 3 groupes par district)                              |
| 10                        | Kreisligen C (1 à 5 groupes par district) (hors district de Remscheid) |
| 11                        | Kreisligen D (2 groupes, district d'Essen)                             |

| Niveau | Ligue                    |
| Femmes | Femmes                   |
| ------ | ------------------------ |
| 4      | Niederrheinliga          |
| 5      | Landesligen (2 groupes)  |
| 6      | Bezirksligen (4 groupes) |
| 7      | Kreisligen A (8 groupes) |

## Arrondissements

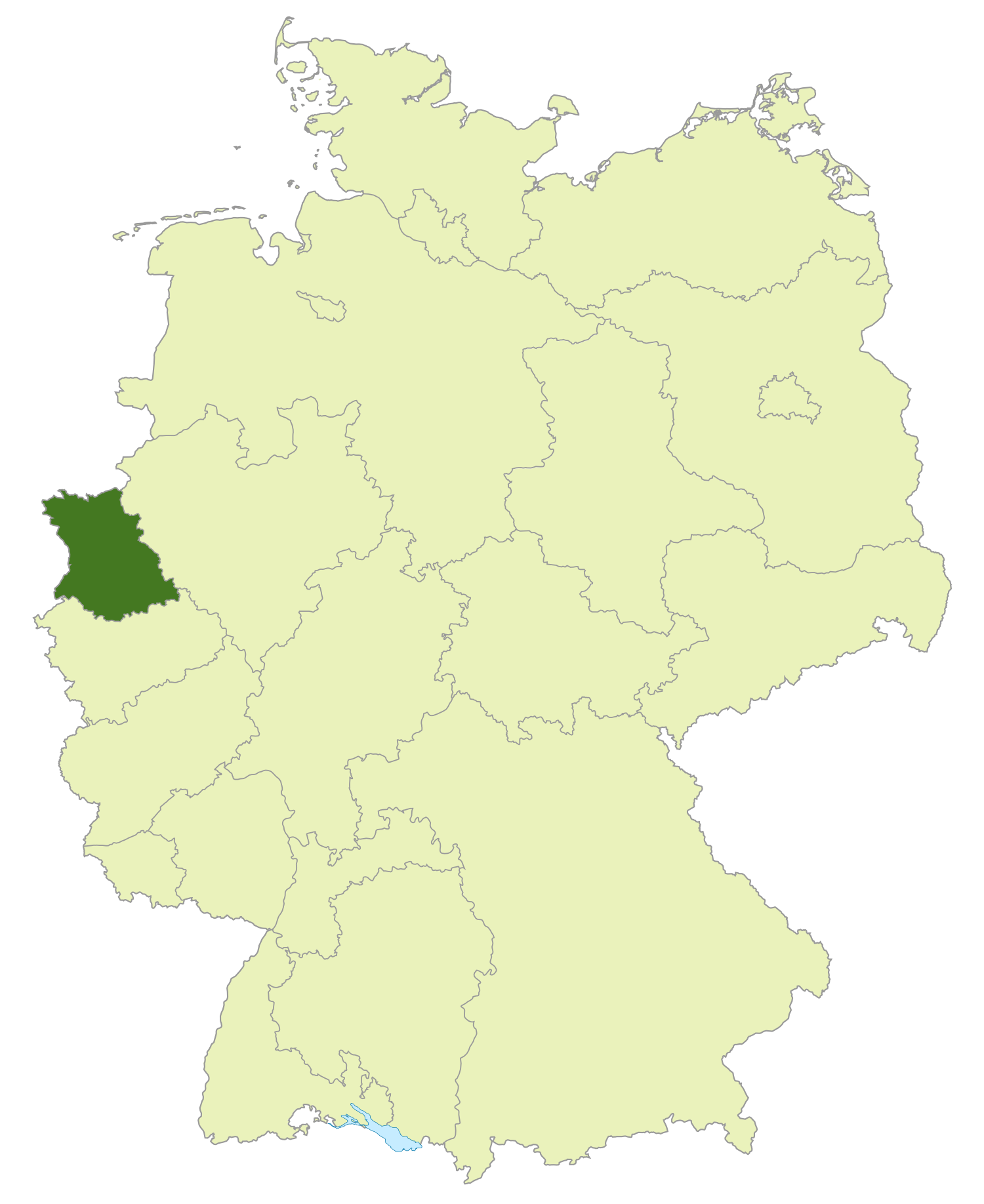
Territoire couvert par la Fédération de football de Basse-Rhénanie

Le territoire couvert par la fédération est divisé en 13 arrondissements de football (Fußballkreise) :
- Düsseldorf
- Solingen
- Wuppertal/Niederberg
- Mönchengladbach/Viersen
- Grevenbroich/Neuss
- Kempen/Krefeld
- Moers
- Clèves/Gueldre (Kleve/Geldern)
- Duisbourg/Mülheim/Dinslaken
- Oberhausen/Bottrop
- Rees/Bocholt
- Essen
- Remscheid

## Coupe régionale
La FVN organise la Coupe de Basse-Rhénanie. Le vainqueur de la coupe obtient une place en DFB-Pokal.

## École des Sports de Wedau

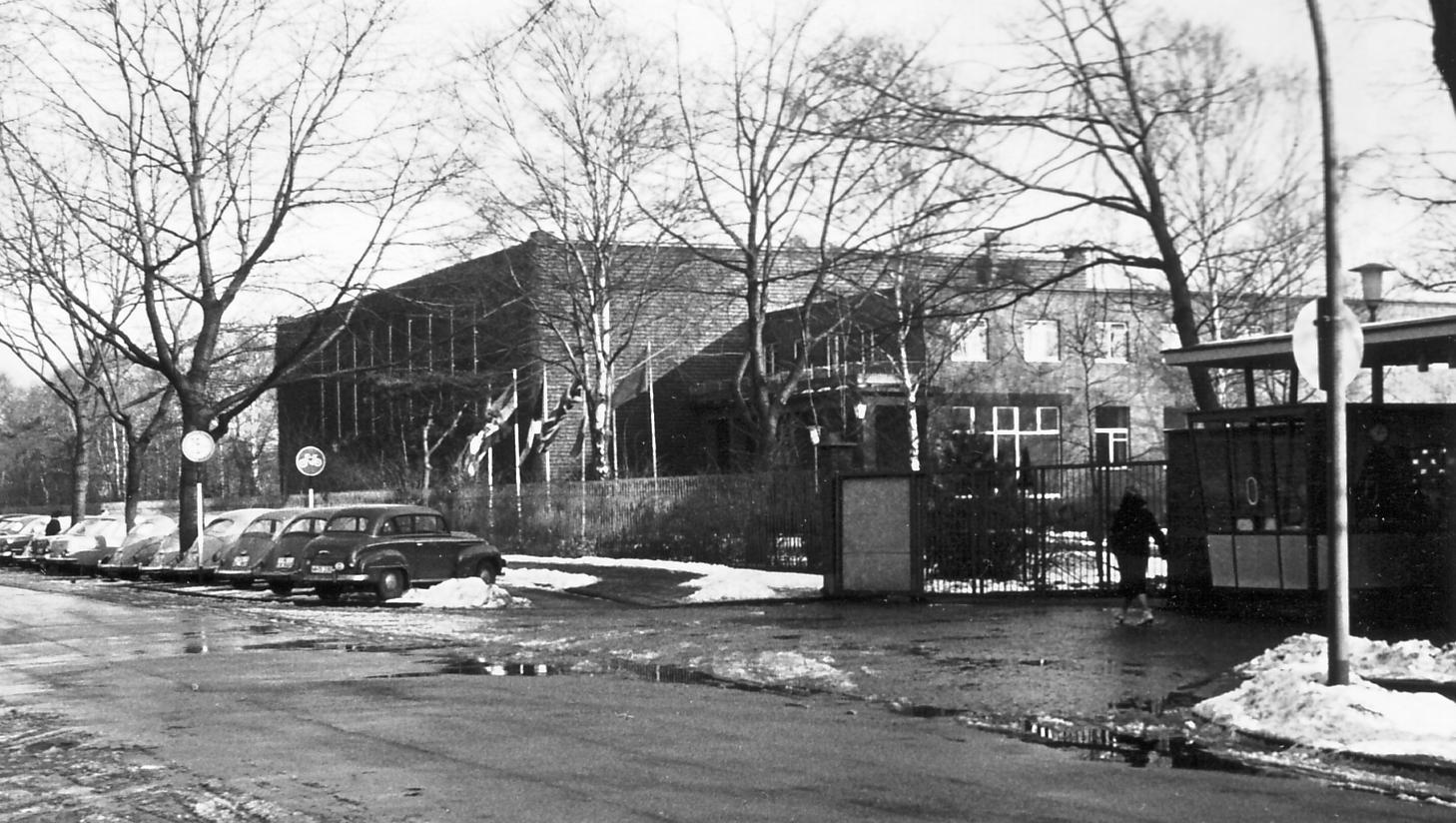
WFV-Heim en février 1962, aujourd'hui École des Sports de Wedau

La Fédération de football de Basse-Rhénanie parraine depuis le 1er janvier 1978 l'École des Sports de Wedau à Duisbourg. En plus des cours de sport, des entraîneurs et des arbitres y sont également formés. L'école sert également de lieu de rencontre. Des camps de vacances y sont également régulièrement organisés pour les enfants et les jeunes ayant des ambitions sportives.

### Les autres fédérations subalternes de la WDFV
- Fußball-Verband Mittelrhein (FVM)
- Fußball-und Leichtathletik-Verband Westfalen (FLVW)